# Чикітанія

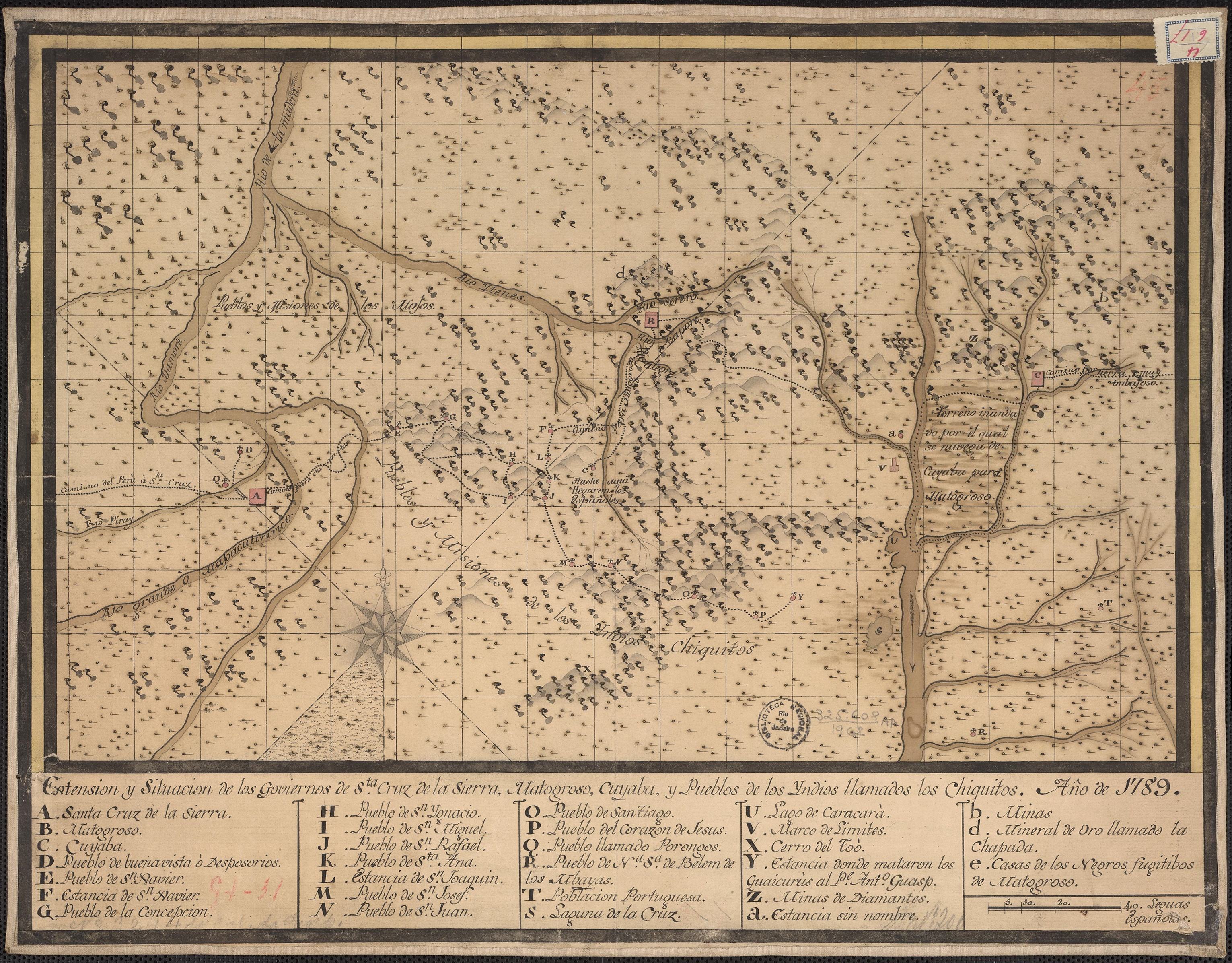
Карта региона с рассеянными Chiquitanía сокращения иезуитов 1789 года

Чикітанія (ісп. Chiquitania) або Рівнини Чикітос (Llanos de Chiquitos) — велика рівнинна територія Південної Америки, розташована в перехідній зоні між Гран-Чако та Амазонією, займає велику частину болівійського департаменту Санта-Крус та деяких прилеглих ділянок Бразилії та Парагваю. Район вкритий вологими саванами, за характеристиками флори і фауни ближчий до прилеглих районів Чако.

## Географія
Нині Чикітанія лежить у п'яти провінціях департаменту Санта-Крус: Анхель Сандовал, Ерман Буш, Хосе-Мігель-де-Веласко, Нюфло-де-Чавес і Чикітос.